# Фонд Олге Оље Ивањицки
Фонд Олге Оље Ивањицки је невладина, непрофитабилна организација коју је основала 27. јануара 2007. године, призната српска и међународна уметница Оља Ивањицки с циљем да трајно заштити своје дело, и оснује Музеј „Олге Оље Ивањицки”.

## Живот и дело оснивача Фонда „Олге Оље Ивањицки”
Олга Оље Ивањицки, била је сликар, скулптор, песник, архитекта, дизајнер, костимограф, модни креатор, мултимедијална личност Истовремено Рускиња и Српкиња, Београђанка и Њујорчанка и најбољи извозни српски бренд како је себе Оља најчешће описивала у својој биографији, била је важна фигура Европске савремене уметности, друге половине 20. и прве деценије 21. века.
У једној личности Оља Ивањицки, истовремено је објединила, али и сакрила у личности уметника (као неуморни знак питања читавом свету), велику радницу и ствараоца, иако помало егзотичног и мистичног, али пре свега хуманог и бескрајно доброг карактера и погледа на свет, способну да види пре, после и унапред.

Сматрајући, да стваралац мора да надвлада и надживи своје дело, и на прави начин представи јавности, јер је уметност често недовољно видљива јавности јер не може сама да се види истакне или покаже, Оља Ивањицки је основала Фонд „Олга Оља Ивањицки”, са циљен да за њеног живота и после њене смрти на адекватан начин приказује њена животна дела, и на тај начин популаризује уметност.
После њене смрти остао је, за њом, да живи и ради Фонд „Олга Оља Ивањицки”:
| „ | ...у жељи и раду на заштити имена и дела Олге Оље Ивањицки, онако како је то Оља желела, отворен за сарадњу са свим добронамерним људима и институцијама које верују да би овакав музеј био остварен за добробит свих нас. | ” |

## Историјат Фонда
Фонд и Олге Оље Ивањицки, за Оњиног живота, након оснивања фонда прво је добио на трајно коришћење плац са напуштеном бараком на Косанчићевом венцу 27, на коме је требало да се изгради Музеја „Оље Ивањицки” и седиште Фонда. Због нерешених  имовинско правних односа, у том тренутку, између Републике Србије и града Београд плац је враћен у власништво града Београда. Након овога стало се реализацијом пројекта Музеја „Оље Ивањицки”, који је већ био на путу реализације, пошто је Саобраћајни институт ЦИП из Београд, донаторски урадио идејно решење за зграду музеја.
Након смрти Оља Ивањицки 24. јуна 2009. године, Фонд је одмах наставио са радом, и у контакту са руководством Града Београда, који је исказао добру вољу да помогне око решавање спорног места, кренуо у реализацију Музеја „Оље Ивањицки”. Међутим како се тренутно пред првим опстинским судом у Београду и даље води оставинска расправа о заоставштинии Олге Оље Ивањицки Фонда су даље могућности са рад на сонивању Музеја и руковођење њеном збирком слика и предмета ограничене.
Како је Оља за сообом оставила новац за изградњу свог музеја, од тог новца уз сагласност Републике Србије могла би данас да се купи кућа у Београду која би била легат Оље Ивањицки - или Музеј „Оље Ивањицки” о коме је она за живота маштала оснивајући Фонд.

## Имовина фонда
Према изјави директорка Фонда „Олге Оље Ивањицки”,  Сузане Спасић, најближа Ољина сарадница, у фонду је после смрти уметниице од оњине имовине (након чијег пописа је настала књига од 160 страна), остало:
- 729 слика и цртежа
- 27 скулптура и инсталација,
- 73 комада стилског намештаја,
- 14 лампи,
- 32 комада сребрних и посребрених послужавника,
- 211 чаша, посуда и других предмета,
- 65 стаклених притискача за папир, колекција,
- 1.148 књига,
- 28 свећњака,
- 32 бунде и осам крзнених шалова,
- Двоглед, старинске пегле, есцајг технички уређаји,
- 2 аутомобила (која се тренутно чувају у Музеју аутомобила у Београду)
- Новац који је нађен у кући уметнице у износу од 43.000 евра, 13.724 долара, 200 фунти и 500 рубаља.
- Ољини девизни и динарски рачуни у две банке у Србији и један доларски налог у иностранству (непознатог износа).[3]

## Циљеви Фонда
Главни и приоритетни циљеви Фонда Олге Оље Ивањицки су:
- Прерастање Фонда у Музеј и Олге Оље Ивањицки, у коме би се организовала сталне поставка дела Олге Ивањицки.
- Заштита и промовисање у домаћој и светској јавностиимена дела Олге Ивањицки.
- Популаризација и промовисање дела уметничке групе Медиале, чији је један од оснивача и Олга
- Сакупљање уметничких дела и Олге Оље Ивањицки у циљу повећавања збирке Фонда, као и документарног и другог материјала везаног за рад и живот Олге Ивањицки.
- Учлањење и активно учешће Фонда у раду специјализованих светских и европских асоцијација, чија је сврха испуњење циљева Фонда,
- Учешће и размена искуства на светским и европским специјализованим конгресима, симпозијумима, конференцијама, семинарима, изложбама, састанцима, стручним студијским боравцима ради стицања знања која се могу да уобличе у конкретне акције,
- Организовање међународне размене у области културе и уметности, повезивање са сродним светским институцијама, музејима, фондацијама, галеријама итд.
- Оснивање библиотеке у оквиру Фонда
- Организовање и подстицање рада на различни проекти који су у вези са унапређењем културе и ревитализације становништва,
- Организовање и Финансирање акција и манифестација везаних за развој ликовне уметности
- Организовање ликовних радионица, семинара о уметности, у циљу популаризације и промоције домаћег уметничког стваралаштва
- Пружање стручне помоћи у области ликовне уметности, посебно у области проучавања дела Оље Ивањицки и уметничке групе Медиале
- Организовање разних културних садржаја: изложби слика, аукција, добротворних акција, мултимедијалних презентација,
- Додела Годишње награде, Плакета и признања истакнутим појединцима и ликовним ствараоцима
- Повезивање свих грана уметности, у циљу унапређења општег стања у култури Србије
- Објављивање књига, монографија, каталога и осталог аудио-визуелног материјала везаног за лики дло Олге Ивањицки
- Популаризација српске уметности у свету.

## Контроверзе око заоставштине Оље Ивањицки
Од смрти Оље Ивањицки, до почетка 2017. године, и даље траје борба за њено наследство пред београдским Вишим судом између Републике Србије и фонда „Олга Оља Ивањицки”, јер је држава оспорила усмени тестамент сликарке, и чињеницу да је за живота основала фонд, чији је крајњи циљ био да направи сталну поставку њених дела како би све време била доступна љубитељима њене уметности.
| „ | Оља Ивањицки је за живота више пута рекла да жели све што је створила и сачувала да остави народу, та њена последња жеља није услишена. Тако се питање заоставштине годинама развлачи на суду, државни новац се троши на чување имовине, која није доступна јавности, а мере о заштити те исте имовине су само привремене. | ” |

Ситуацију су додатно закомпликовали у оставинској расправи и бројни „љубавници или кумови” уметнице који су, чак да би оспорили Фонд, себи дозволили смелост да тврде да је Оља била скоро па малоумна и изманипулисана, што је у делу јавности изазвало шок.
Готово да је извесно да ће цео легат Оље Ивањицки припасти држави, или граду Београду, а како ће се они у садашњим тешким материјалним условима за културу у Србији снаћи остаје да се по завршетку поступка то види?
Једино што је важно, за поштоваоце и љубитеље Ољиног стваралаштва, у Србији је:
| „ | ...да се испоштује последња сликаркина воља, која је јасна - да сва њена дела, која је оставила својим суграђанима, буду увек доступна. Да се направи стална поставка, у којој ће моћи да уживају сви љубитељи њене уметности. | ” |